# Eria viridibracteata
Eria viridibracteata är en orkidéart som beskrevs av Henry Nicholas Ridley. Eria viridibracteata ingår i släktet Eria och familjen orkidéer. Inga underarter finns listade i Catalogue of Life.